# Federația de Atletism din Republica Moldova
Federația de Atletism din Republica Moldova – mołdawska narodowa federacja lekkoatletyczna. Siedziba znajduje się w stolicy kraju - Kiszyniowie. Prezesem jest Anatolie Balan. Federacja jest członkiem European Athletics.